# The Madness (album)
The Madness är ett musikalbum från 1988 av det brittiska bandet The Madness, som var en fortsättning av den tidigare gruppen Madness, fast nu med färre medlemmar. 
Efter att Madness splittrats 1986, "nystartade" fyra (Graham McPherson, Chas Smash, Lee Thompson och Christopher Foreman) av de ursprungliga sju medlemmarna bandet, men lade till "The" för att visa att det inte var samma grupp. Eftersom de inte hade någon trummis eller basist använde de sig av gästmusiker (oftast Bruce Thomas) som basister, medan de använde sig av en trummaskin på de flesta sångerna.
De släppte endast detta album och två singlar ("I Pronounce You" och "What's That"), som inte motsvarade föregångarens försäljningar, och The Madness lade ner i slutet av året. De återförenades senare med de andra medlemmarna från Madness 1992.
"The Madness" nådde en sextiosjätte (66) placering i Storbritannien och USA. "I Pronounce You" nådde en fyrtiofjärde (44) plats, och "What's That" nådde en nittioandra plats på englandslistan.

## Låtlista

### LP-versionen
Sida 1
1. "Nail Down the Days" (Chas Smash) – 4:34
2. "What's That" (Chas Smash) – 3:34
3. "I Pronounce You" (Lee Thompson, Chas Smash, Ronnie West) – 4:38
4. "Oh" (Chas Smash) – 3:57
5. "In Wonder" (Graham McPherson) – 4:58

Sida 2
1. "Song in Red" (Chas Smash) – 3:39
2. "Nightmare Nightmare" (Graham McPherson) – 4:30
3. "Thunder and Lightning" (Graham McPherson, Christopher Foreman) – 3:13
4. "Beat The Bride" (Lee Thompson, Chas Smash) – 3:57
5. "Gabriel's Horn" (Chas Smash) – 6:15

### Bonusspår på CD-versionen
1. "11th Hour" (Graham McPherson, Christopher Foreman) – 4:31
2. "Be Good Boy" (Lee Thompson, Christopher Foreman) – 4:26
3. "Flashings" (Chas Smash, Graham McPherson) – 3:21
4. "4 B.F." (Lee Thompson) – 2:54

## Medverkande
The Madness
- Graham McPherson ("Suggs") – sång, bakgrundssång, piano, timbaler
- Chatal Smyth ("Chas Smash") – sång, bakgrundssång, akustisk gitarr, keyboard
- Chris Foreman – gitarr, sitar, synthaxe, piano
- Lee Thompson – saxofon, flöjt, bakgrundssång

Bidragande musiker
- Steve Nieve – keyboard
- Roy Davies – keyboard, Hammondorgel
- Ian Price – piano synthesizer
- Jerry Dammers – piano, elektrisk orgel, Hammondorgel, percussion
- Seamus Beaghen – dragspel, keyboard, Hammondorgel
- Bruce Thomas – basgitarr
- Earl Falconer – basgitarr
- Dick Cuthell – mässinginstrument, koskälla
- Rick Walker – tenorsaxofon
- Andy Minnion – barytonsaxofon
- Malcolm Buck – tenorsaxofon
- Simon Driscoll – trombon
- Esmail Sheik – tablas
- Simon Phillips – trummor
- Lorenzo Hall – bakgrundssång
- Anthony Lee Brian – bakgrundssång
- Robbie Ellington – bakgrundssång